# Eläintarhanlahti
Eläintarhanlahti (français : Baie du parc zoologique) est une baie maritime, au cœur du quartier du Kallio à Helsinki en Finlande.

## Présentation

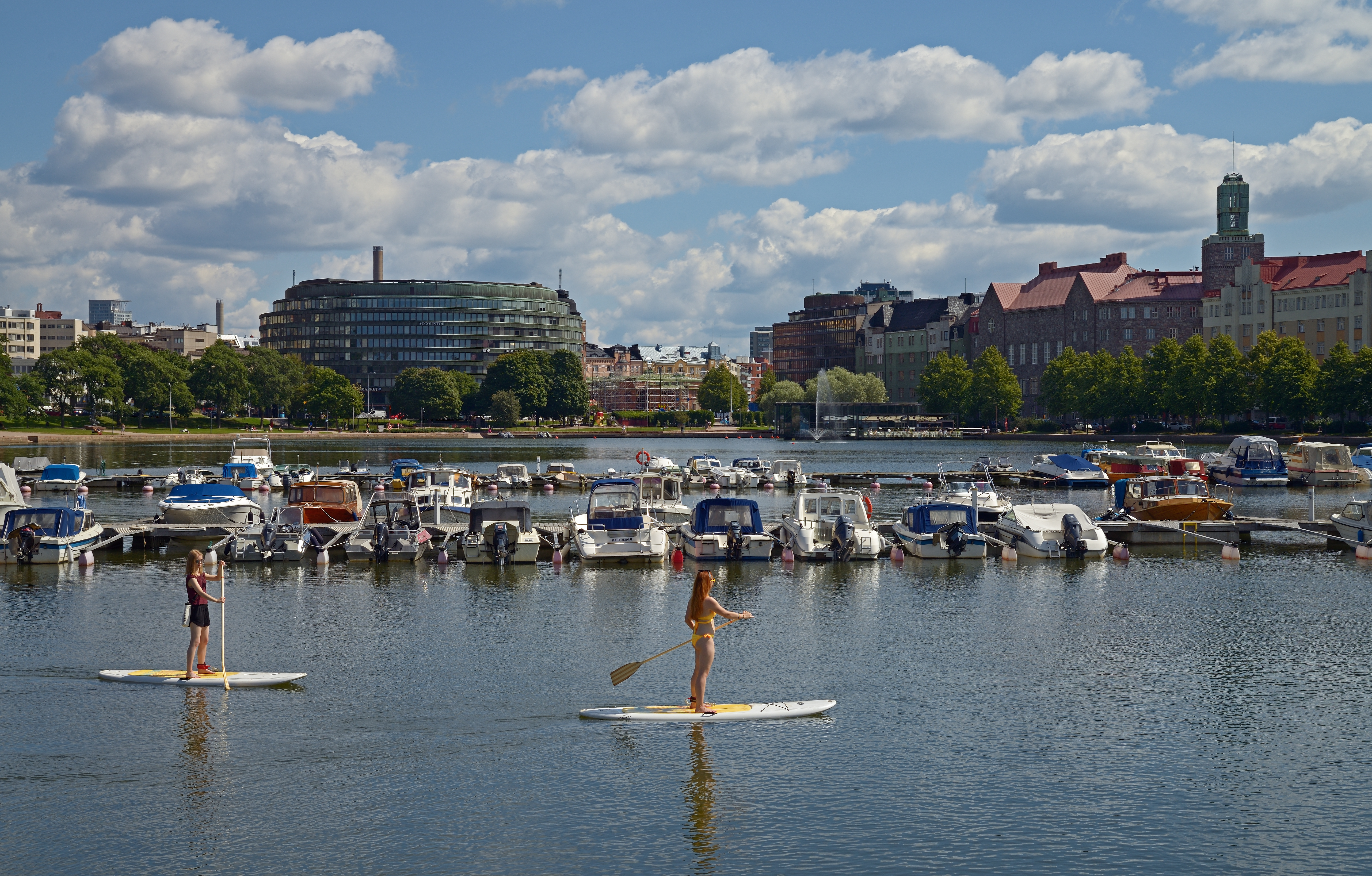
La baie Eläintarhanlahti vue de l'Ouest.

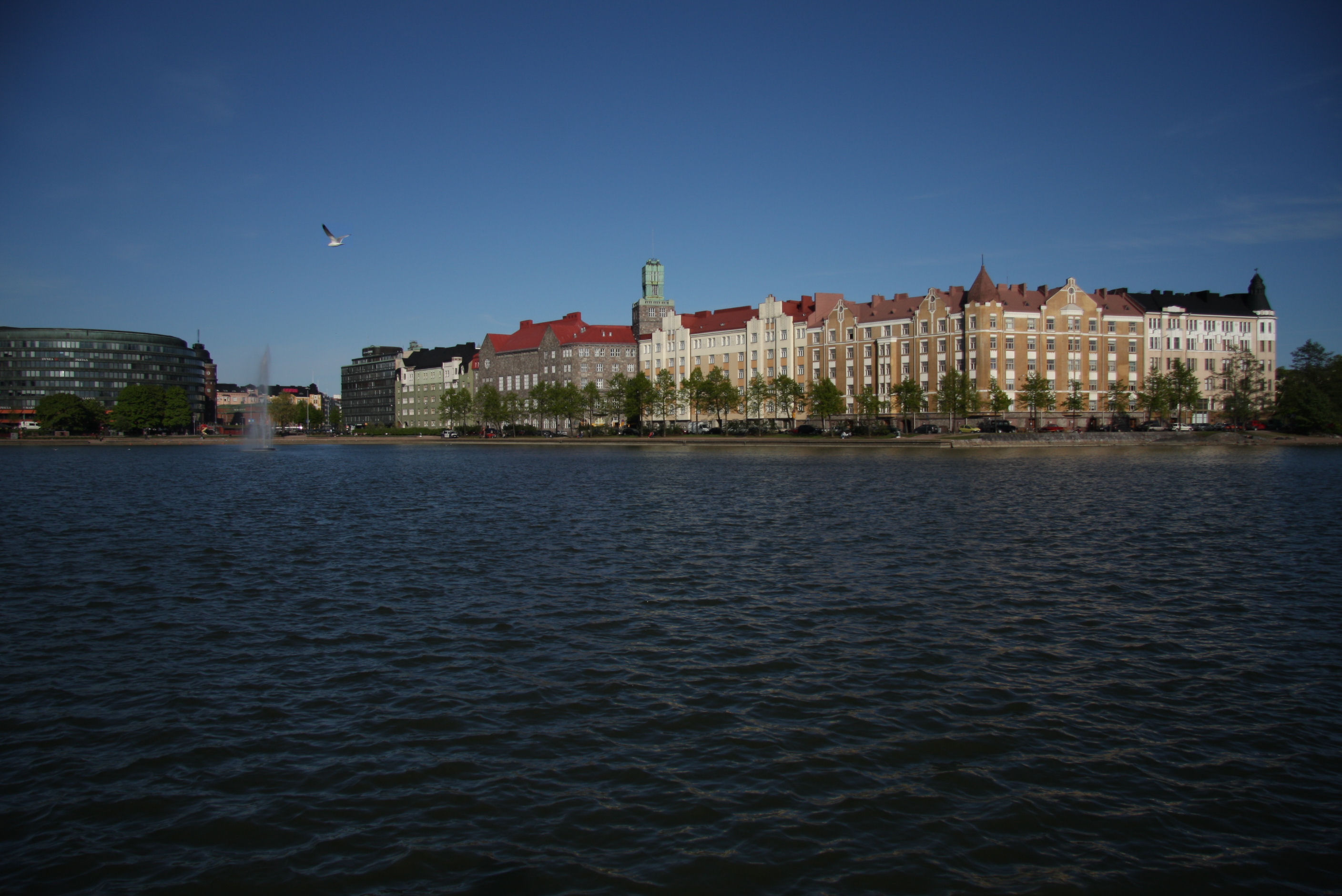
La baie Eläintarhanlahti et la rue Säästöpankinranta vue de Tokoinranta.

La baie du parc zoologique est reliée à la mer par la baie de Kaisaniemi, le détroit de Siltavuori et le Kruunuvuorenselkä. La baie sépare les sections de Siltasaari et de Linjat.
Sur la rive sud de la baie, du côté de Siltasaari, il y a une rue appelée Säästöpankinranta, le long de laquelle se trouve la Maison des travailleurs d'Helsinki.
Sur la rive nord de la baie, se trouve le parc de Tokoinranta et derrière le théâtre municipal d'Helsinki.
Sur la rive ouest de la baie, à côté de la voie ferrée, il y a une piste piétonne et cyclable menant du parc de Kaisaniemi au Kallio. La marina peut accueillir 69 bateaux.
L'actuelle baie du parc zoologique faisait à l'origine partie de Töölönlahti.
Aujourd'hui, cependant, elle est séparée de la baie de Töölönlahti par un remblai ferroviaire construit en 1862.

## Étymologie
Son nom "baie du parc zoologique" vient du Parc Eläintarha, qui s'étendait à l'origine à l'est de la voie ferrée et comprenait également l'actuelle Tokoinranta.